# フアン・ケロ
フアン・ケロ・バラソ（西: Juan Quero Barraso, 1984年10月17日 - ）は、スペイン・マドリード市バリェカス区出身の元サッカー選手。現役時代のポジションはミッドフィールダー。

## 来歴
レアル・マドリードの下部組織でサッカーを始めた。テルセーラ・ディビシオン（スペイン4部）のDAV Santa Anaを経て、2005年にセグンダ・ディビシオンB（3部）のADアルコルコンに加入した。
2006-07シーズンはセグンダ・ディビシオン（2部）のポリ・エヒドへの移籍で合意に達していたが、スペインサッカー連盟から取引上の問題が指摘されたため、ポリ・エヒドで公式戦に出場することなくADアルコルコンに戻った。
2007年7月、セグンダ所属のCDヌマンシアに加入した。ケロは主に途中出場で28試合3得点の成績を残した。ヌマンシアは2007-08シーズンに優勝し、プリメーラ・ディビシオン（1部）昇格を決めた。2008年9月14日、サンティアゴ・ベルナベウで行われたレアル・マドリード戦でプリメーラに初出場した。2008-09シーズンは主に途中出場で25試合0得点だった。
2009年7月、セグンダ所属のラージョ・バジェカーノに加入した。エルチェCF、UDラス・パルマス、コルドバCFへのローン移籍を経て、2013年1月にUAEアラビアン・ガルフ・リーグ所属のドバイ・クラブに加入した。
2013年3月、タイ・プレミアリーグ所属のブリーラム・ユナイテッドFCに加入した。3月27日のチャイナートFC戦で初出場、4月6日のソンクラー・ユナイテッドFC戦で初得点を記録した。ブリーラム・ユナイテッドで9試合2得点の成績を残した後、7月にチョンブリーFCにローン移籍した。チョンブリーでは8試合1得点だった。
2014年1月、ボリビア1部リーグのオリエンテ・ペトロレロに加入した。コパ・リベルタドーレス2014は1回戦でウルグアイ1部リーグのナシオナル・モンテビデオと対戦した。ケロはホーム・アンド・アウェーの2試合に先発出場した。

## タイトル
CDヌマンシア
- セグンダ・ディビシオン 優勝 (1) : 2007-08